# メモリコントローラ
メモリコントローラ (Memory controller) とは、コンピュータシステム上でRAM（半導体メモリ）の、データの読み出し、書き出し、DRAMのリフレッシュなど、メインメモリのインタフェースを統括するLSI、または機能のこと。
それまでのメインメモリはCPUにフロントサイドバスを介して直接接続されていたが、次第に必要とされるメモリが増大し、Double-Data-Rateなどの特殊な制御を必要とするものも多くなってきたため、CPUとメモリのあいだを仲立ちするLSIに移行した。
パソコンなどのコンピュータシステムでは、この機能はチップセットに統合されているが、Athlon 64は高速化のためにメモリコントローラを内蔵している。インテル Core プロセッサー・ファミリーの途中から、時代の進歩や機能の洗練のために再び高機能化したCPUに統合される流れになっている。